# Traité des Pyrénées
Traités de Westphalie (1648) Traité de Londres (1662)
Le traité des Pyrénées formalise une paix conclue entre la couronne d'Espagne et la France à l'issue de la guerre franco-espagnole, commencée en 1635 dans le cadre de la guerre de Trente Ans (1618-1648), et ayant continué durant la Fronde.
Il est signé le 7 novembre 1659 sur l'île des Faisans, au milieu du fleuve côtier Bidassoa qui marque la frontière entre les deux royaumes dans les Pyrénées-Atlantiques. Les rois Louis XIV de France et Philippe IV d'Espagne y sont représentés par leurs Premiers ministres respectifs, le cardinal Mazarin et don Luis de Haro.

## Nom
Le traité est dit « des Pyrénées » en raison de son article 42 qui, dans la version française du traité, énonce que « les monts Pyrénées, qui ont anciennement divisé les Gaules des Espagnes, feront aussi dorénavant la division des deux mêmes royaumes »,,.

## Contexte historique

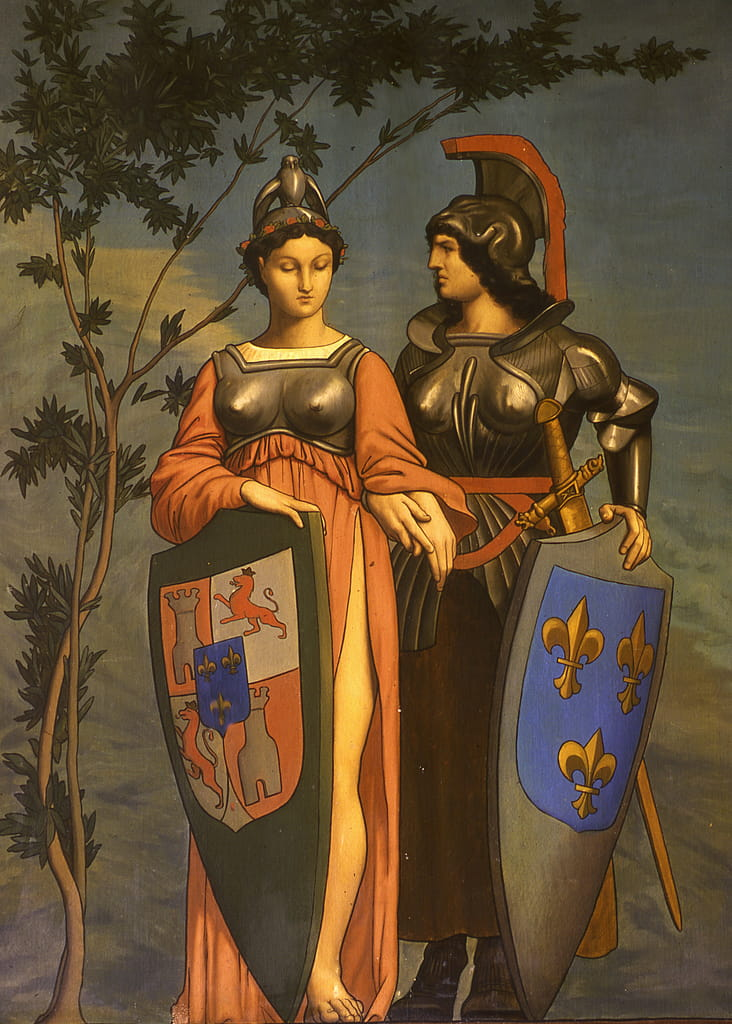
Allégorie de Jean-Léon Gérôme.

En 1648, les traités de Westphalie concluent la guerre de Trente Ans et la guerre de Quatre-Vingts Ans, la France se retrouve en position de force en Europe. La dynastie des Habsbourg, qui régnait sur l'Espagne, les Pays-Bas espagnols, et une partie de l'Europe centrale, en ressort affaiblie. En 1658, à la bataille des Dunes entre Dunkerque et Nieuport en Flandre, l’Espagne est vaincue par la France, alliée à l'Angleterre de Cromwell et emmenée par Turenne. À la suite de cette victoire, la Flandre, alors sous contrôle espagnol, passe aux mains des Français. Mazarin pense alors qu'il est temps de négocier et interdit à Turenne de continuer son avancée en Flandre afin de ne pas inquiéter Anglais et Hollandais. Cette défaite espagnole ainsi que la volonté de modération de la France voulue par Mazarin facilitent l'ouverture de négociations.

## Négociations
Les négociations de paix commencent en juillet 1656 à Madrid, menées par Hugues de Lionne pour le royaume de France et don Luis de Haro pour celui d'Espagne. Elles traînent en longueur car, à l'époque, les traités de paix entre deux royaumes s'accompagnent souvent de contrats de mariage entre les deux familles régnantes, en l'occurrence celui de l'infante Marie-Thérèse, fille aînée du roi Philippe IV d'Espagne, avec son cousin doublement germain (leur père respectif ayant épousé la sœur de l'autre), le roi de France Louis XIV, tous deux âgés de 21 ans.
Afin d'obliger Philippe IV à proposer son infante à la cour royale de France, Mazarin feint de vouloir marier le roi à sa cousine Marguerite de Savoie.
Au mois de novembre 1658, Louis XIV est accueilli en grande pompe à Lyon, pour rencontrer la cour de Savoie et montrer qu'il prépare son mariage. Le plan réussit, car le 29 novembre l'envoyé du roi d'Espagne vient offrir la main de l'infante.
Le 7 novembre 1659, Mazarin et de Haro signent les articles patents du traité, ses articles secrets ainsi que le contrat de mariage. Le 10 décembre, le roi d'Espagne ratifie l'ensemble.

## Contenu

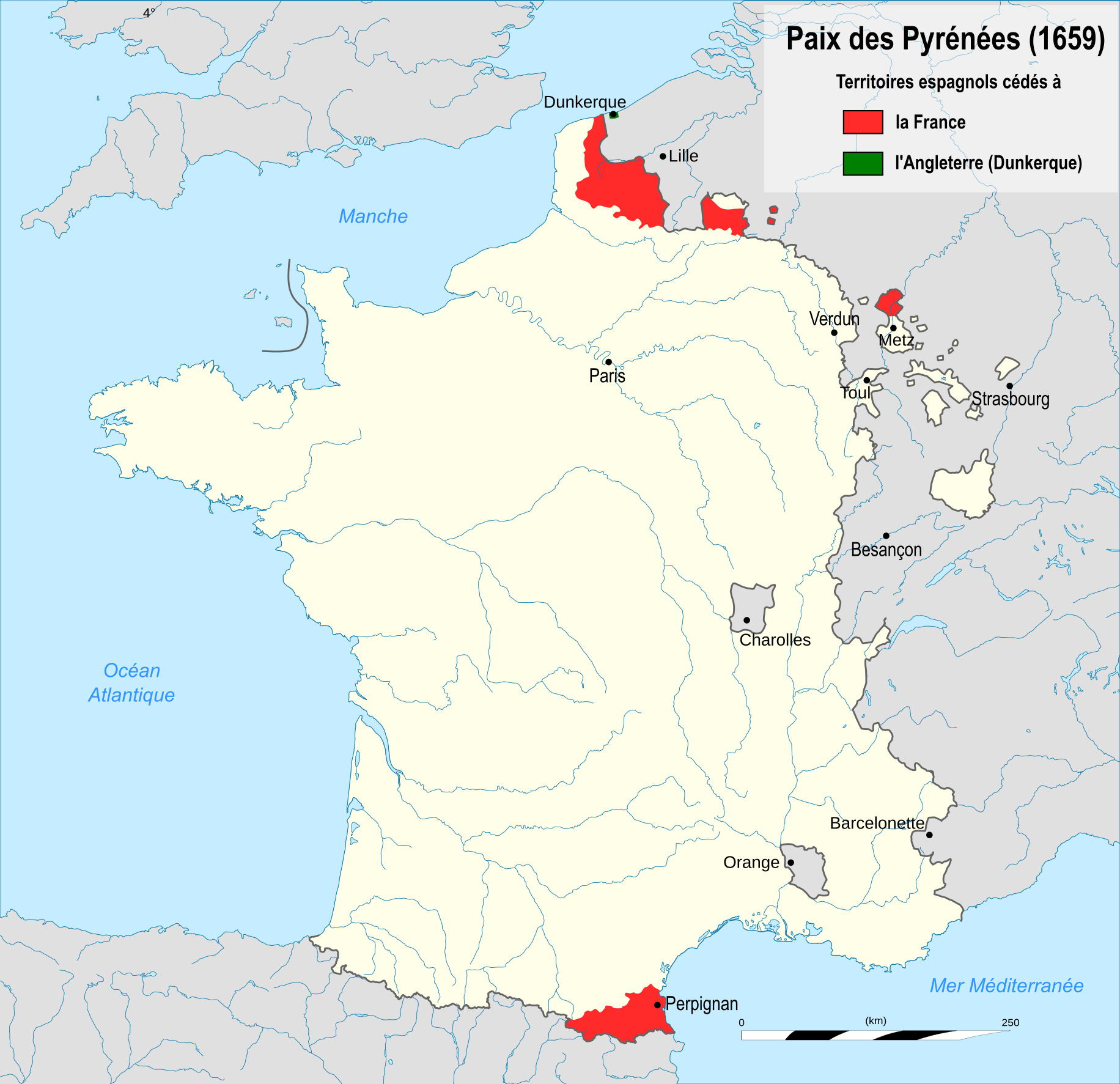
Conséquences territoriales de la paix des Pyrénées

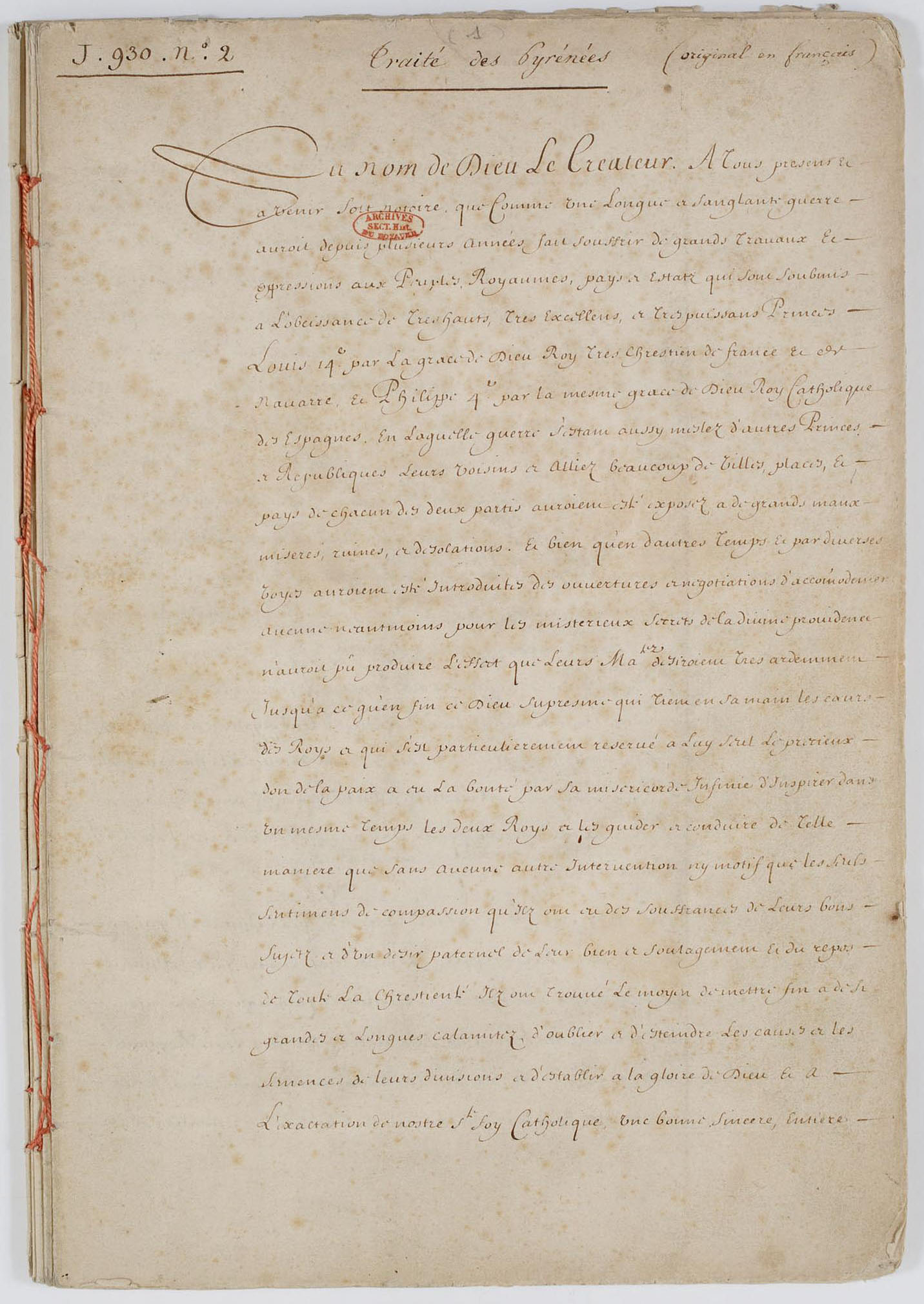
Traité des Pyrénées, signé par le cardinal Mazarin et Luis de Haro, 7 novembre 1659. Archives nationales AE/III/45 (a).

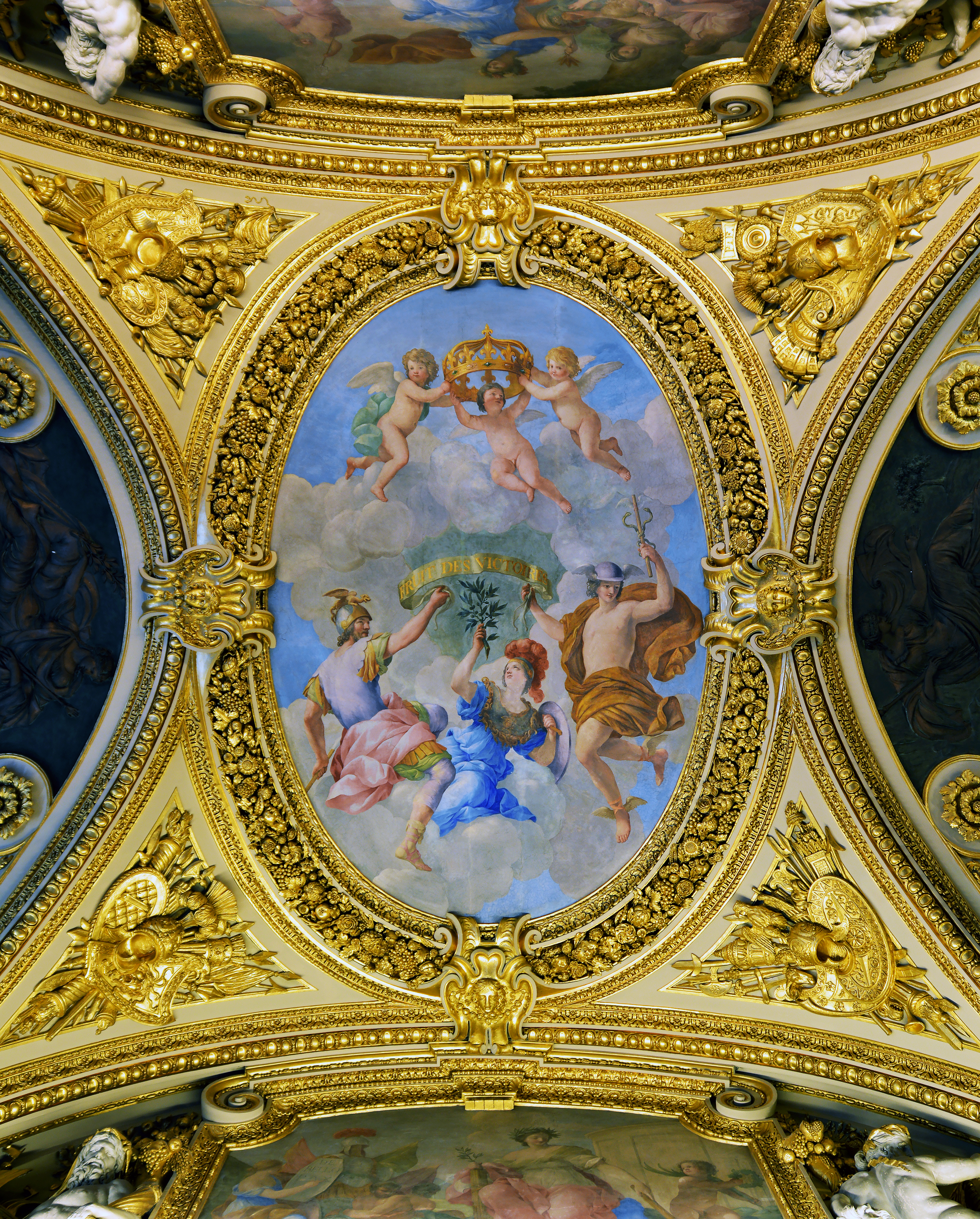
Allégorie du traité des Pyrénées, « fruit des victoires », par Giovanni Francesco Romanelli, décor peint des appartements d'été d'Anne d'Autriche au palais du Louvre.

Le traité des Pyrénées proprement dit se compose de 124 articles publics et de  huit articles secrets. Il est accompagné des  huit articles du contrat de mariage du roi et de l'infante.
Le texte se présente comme un règlement général entre les familles régnantes des Bourbons et celle des Habsbourg : annexion ou échange de divers territoires en Europe, pardon royal au prince de Condé, clause de mariage entre Louis XIV et l'infante d'Espagne Marie-Thérèse d'Autriche, etc.
Les articles 1 à 34 fixent les règlements administratifs, commerciaux, de guerre, etc.
Les articles 35 à 41 abordent le cas des Pays-Bas espagnols : la France obtient le comté d'Artois, sauf Aire et Saint-Omer. Elle obtient également les places flamandes de Bourbourg, Gravelines et Saint-Venant, en Hainaut celles d'Avesnes, de Landrecies et du Quesnoy et au Luxembourg, celles de Damvillers, Montmédy et Thionville, ainsi que les prévôtés d'Ivoy, de Chavancy et de Marville.
En contrepartie, l'Espagne obtient la fin du soutien français au royaume du Portugal, indépendant depuis la révolte de 1640, et la renonciation des prétentions françaises au comté de Barcelone. En effet, depuis la guerre des Faucheurs de 1641, le roi de France prétendait annexer la principauté de Catalogne.
Les articles 42 à 60 traitent des territoires des Pyrénées : ils ont fait l'objet de la conférence de Céret du 22 mars au 14 avril 1660, au couvent des Capucins de Céret. Au nord des Pyrénées, la France annexe le comté de Roussillon, les pays de Vallespir, de Conflent et de Capcir et les bourgs et villages de l'est du comté de Cerdagne.
Le célèbre article 42 prévoit que « les monts Pyrénées qui avaient anciennement divisé les Gaules des Espagnes seront aussi dorénavant la division des deux mêmes royaumes ». Il est souvent dit que ce texte délimite avec précision l'espace territorial des deux puissances. Mais la formulation réelle du traité est très vague et ambivalente. Le texte indique : « la crête des montagnes qui forment les versants des eaux ». Le tracé de la frontière n'est par la suite pas matérialisé sur le terrain, et le texte ne supprime aucunement les droits de « lies et passeries » qui permettent aux communautés paysannes de jouir de coutumes de pacage (pâturage pour le bétail) sur les terres du pays voisin, de l'autre côté de la frontière.
Une convention entre les commissaires de France et d'Espagne, en exécution du quarante-deuxième article du traité des Pyrénées, touchant les 33 villages du comté de Cerdagne qui doivent demeurer au roi de France, est conclue à Llivia le 12 novembre 1660. Deux siècles plus tard, sous le Second Empire, le traité est clarifié (traités de Bayonne) et la frontière terrestre est marquée par 602 bornes sur le terrain.

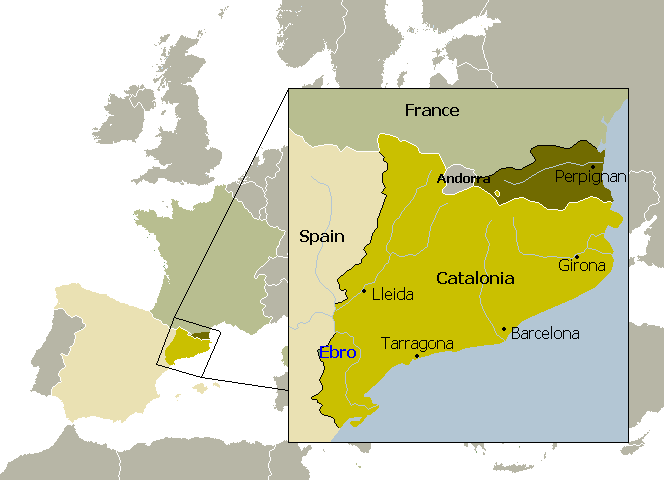
Carte de la partition de la Catalogne par le traité des Pyrénées.

L'article 61 concerne la renonciation par le roi d'Espagne, à qui l'Empereur avait promis l'Alsace, à toute revendication des territoires alsaciens annexés par la France en vertu du traité de Münster, en échange du paiement par le roi de France des indemnités qu'en vertu dudit traité, il doit à l'archiduc d'Autriche, ancien souverain de ces territoires.
Les articles 62 à 78 traitent des duchés de Lorraine et de Bar :
Le duc de Lorraine et de Bar, Charles IV, récupère une bonne partie de ses possessions, sauf le duché de Bar. Il retrouve ce territoire au moyen d'une nouvelle négociation avec la France qui se conclut par le traité de Vincennes en février 1661, peu avant la mort de Mazarin.
Les articles 79 à 88 concernent le prince de Condé.
Les articles 89 à 105 abordent le cas de l'Italie et d'autres intérêts.
Les articles 105 à 124 fixent les dispositions finales. Néanmoins, certains articles restent secrets : une des clauses du traité est le mariage du roi de France Louis XIV avec l'infante d'Espagne Marie-Thérèse d'Autriche, fille aînée du roi d'Espagne et nièce de la reine-mère Anne d'Autriche. L'infante renonce à tout droit à la couronne d'Espagne contre le paiement d'une dot de 500 000 écus d'or, somme que l'Espagne n'était pas en mesure de payer (origine de la guerre de Dévolution à la reine entre mai 1667 et 1668) et qui permit à Louis XIV, plus tard, de soutenir les droits à la succession à la couronne espagnole de son petit-fils le duc d'Anjou.

## Portée

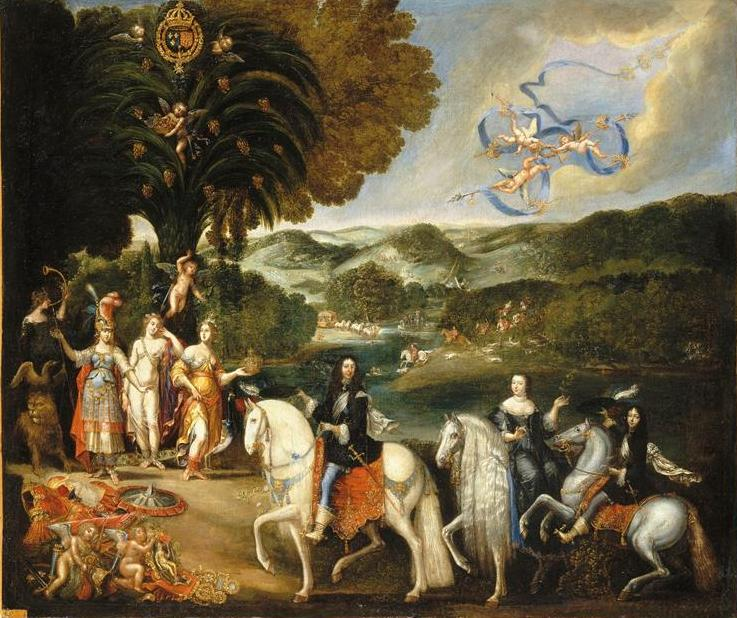
Les déesses Minerve, Vénus et Junon accueillent Louis XIV, Anne d'Autriche et Philippe, duc d'Anjou en leur présentant la couronne d'Espagne (Claude Deruet, Allégorie du traité de paix des Pyrénées, 1659).

Le traité des Pyrénées est le dernier acte diplomatique d'importance de Mazarin. Suivant les traités de Westphalie, il donne à Louis XIV une stabilité ainsi qu'un avantage diplomatique considérable :
- l'affaiblissement du prince de Condé ;
- l'affaiblissement de la couronne d'Espagne et la prépondérance de la France en Europe ;
- la dot de 500 000 écus est un facteur très important. Soit la dot sera versée et les finances de la France se porteront mieux, soit elle ne le sera pas - ce qui sera le cas - et ce sera un élément important en faveur de Louis XIV sur le plan diplomatique ;
- la future reine de France renonce par là-même, pour elle et sa descendance, à ses droits sur la couronne d’Espagne (origine de la guerre de Dévolution entre mai 1667 et 1668) et qui permettra à Louis XIV, plus tard, de soutenir les droits à la succession à la couronne espagnole ;
- la cession de certains territoires à la France (l'Artois, le Roussillon, 33 villages de Cerdagne, et plusieurs places fortes en Flandre et au Luxembourg comme Thionville, Gravelines, Montmédy et Philippeville). Le duché de Lorraine sera partagé et verra l'arrivée de casernes françaises ;
- la frontière entre les deux royaumes délimitée par plusieurs centaines de bornes. Elle ne sera pas strictement conservée. Sous le Second Empire, elle sera définie par les délégués français de la Commission mixte pour la délimitation de la frontière, ou lors du traité de Bayonne conclu le 2 décembre 1856.

La France est désormais la grande puissance de l'Europe, et les Bourbons prennent définitivement le dessus sur les Habsbourg.
En 1660, avec la fin de la Première guerre du Nord, l'Europe est quasiment en état de paix, excepté entre l'Espagne et le Portugal, entraînés dans un conflit qui s'achèvera par la bataille de Montes Claros, le 17 juin 1665. Les hostilités entre les royaumes de France et d'Espagne ne reprendront qu'avec la guerre de Dévolution, déclenchée en 1667.